# Hydroptila perimele
Hydroptila perimele is een schietmot uit de familie Hydroptilidae. De soort komt voor in het Oriëntaals gebied.